# بيرتل غوستافسون
بيرتل غوستافسون (بالسويدية: Bertil Gustafsson)‏ هو رياضياتي سويدي، ولد في 1939.